# Ōsaki (Kagoshima)
Ōsaki (大崎町 Ōsaki-chō?) es un pueblo en la prefectura de Kagoshima, Japón, localizado al sur de la isla de Kyūshū. Tenía una población estimada de 12 092 habitantes el 1 de marzo de 2021 y una densidad de población de 120 personas por km².

## Geografía
Ōsaki está localizado en la parte noreste de la prefectura de Kagoshima, en la parte oriental de la península de Ōsumi y al noroeste de la bahía de Shibushi. Limita con la ciudad de Soo al norte, con Kanoya al oeste, con Shibushi al este y con el pueblo de Higashikushira al sur.

## Demografía
Según los datos del censo japonés, la población de Ōsaki ha disminuido constantemente en los últimos 70 años.
| Gráfica de evolución demográfica de Ōsaki entre 1950 y 2015 |
|                                                             |
| Oficina de Estadística de Japón                             |